# 徐知道
徐知道（?—762年），唐朝軍事人物。
安史之亂後官至劍南兵馬使。宝应元年（762年）六月十四日，以兵部侍郎嚴武为西川节度使。七月（癸巳）十六日，徐知道叛亂，以兵守要害，抗拒嚴武，詩人杜甫避亂梓州（今四川三台）、閬州（今四川閬中）一帶。八月（己未），為其將李忠厚所殺。《太平广记》卷第一百三十报应二十九載有《严武盗妾》事。